# Phosichthyidae
Phosichthyidae är en familj av fiskar som ingår i ordningen drakfiskartade fiskar (Stomiiformes). Enligt Catalogue of Life omfattar familjen Phosichthyidae 24 arter. 
Familjens medlemmar förekommer i Atlanten, Indiska oceanen och Stilla havet. De har på kroppen flera lysorgan. Familjens taxonomi är inte helt utredd. Kanske ska några medlemmar flyttas till andra fiskgrupper. Det vetenskapliga namnet är bildat av de grekiska orden phos (ljus) och ichthys (fisk).
Släkten enligt Catalogue of Life och Fishbase:
- Ichthyococcus
- Phosichthys
- Pollichthys
- Polymetme
- Vinciguerria
- Woodsia
- Yarrella